# Hermannsweg 1/2 (Schmitten)

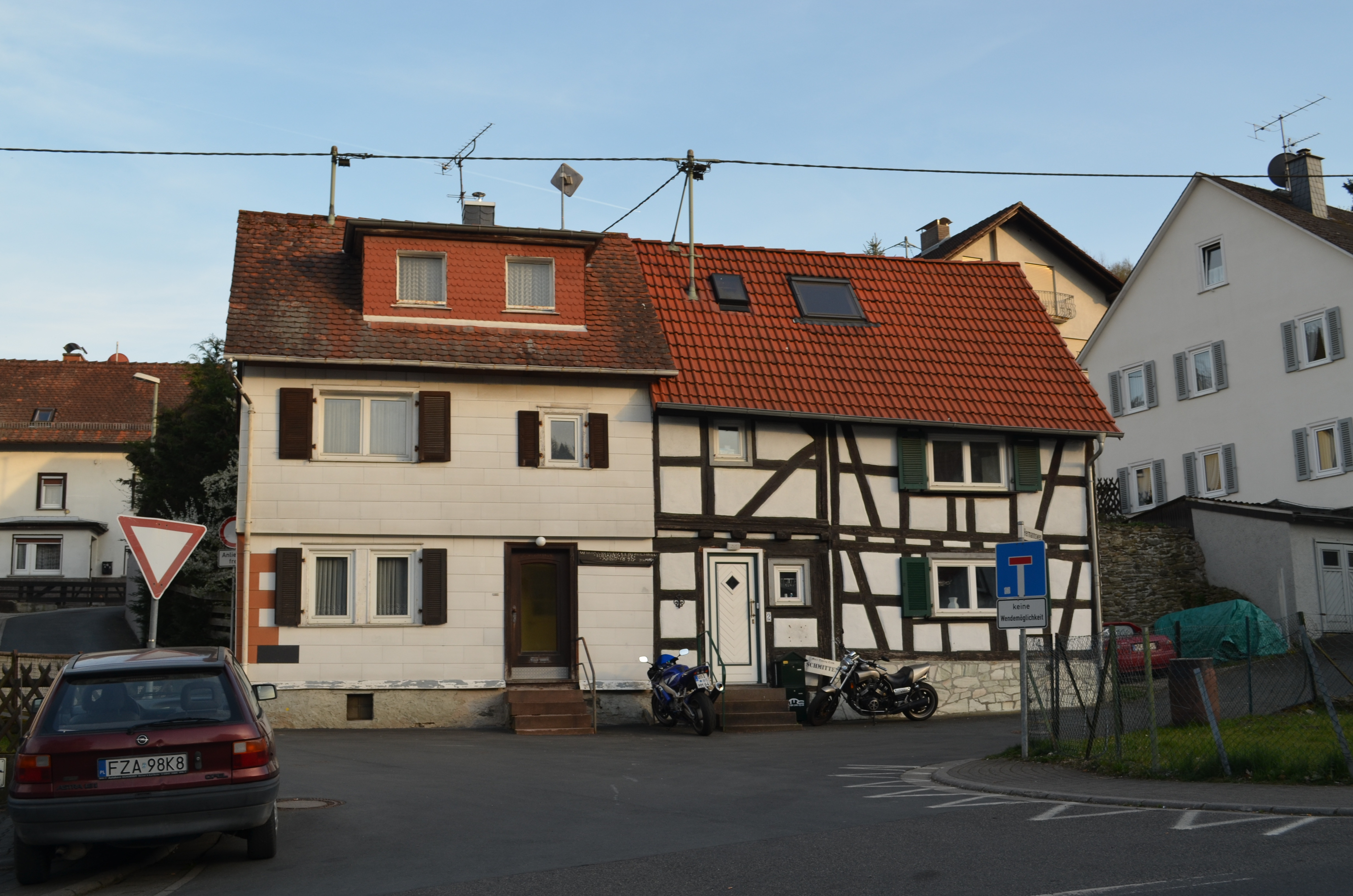
Schmitten, Hermannsweg 1–2, vor der Freilegung des Fachwerks an Nummer 1

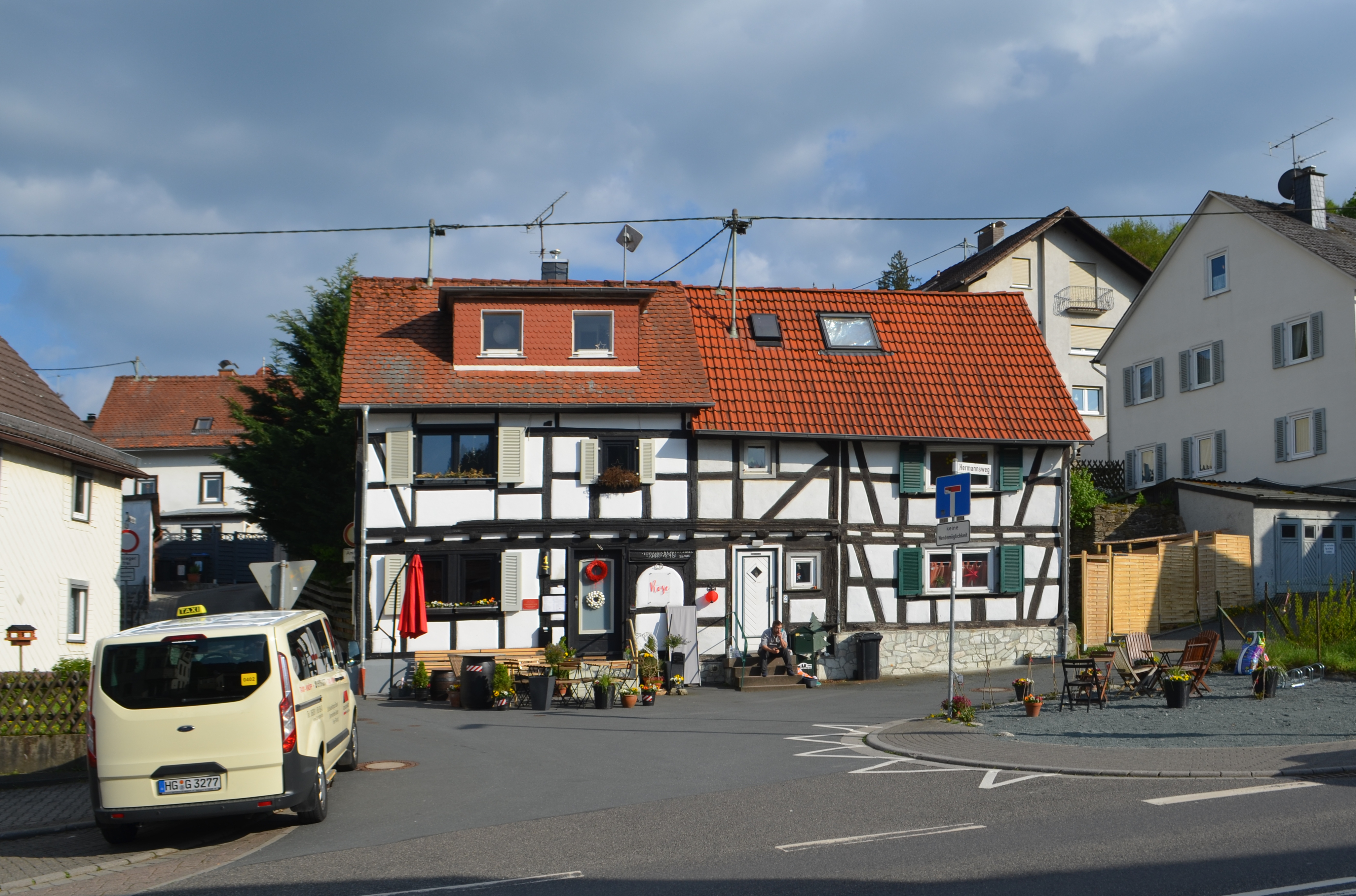
Schmitten, Hermannsweg 1–2, nach der Freilegung des Fachwerks an Nummer 1

Das Doppelhaus Hermannsweg 1/2 in Schmitten im Taunus stammt aus dem Jahr 1670 und steht unter Denkmalschutz.
Es handelt sich um ein traufständiges, zweigeschossiges Doppelwohnhaus mit leichtem Geschossüberstand und Satteldach.
Das Fachwerk von Haus Nr. 1 war mit Ausnahme des Türsturzriegels der ursprünglichen Haustür verkleidet. Im Rahmen der Umbauten 2018 wurde das Fachwerk freigelegt. Rechts der Tür befindet sich die bauzeitliche Inschrift „OMNIA CUM DEO ET NIHIL SINEO. IOHANNES ROSE ANNO 1670. 30 MAY“. Diese verweist auf den Bauherren, den um 1675 erwähnten Jean Rosoy, einen auf Einladung des Reifenberger Landesherrn zugewanderten Lothringer.
Das Haus Nr. 2 war wohl zu einem Drittel ursprünglicher Bauteil des Hauses Nr. 1. Dieses wurde später nach rechts erweitert, geteilt und mit zwei neuen Hauseingängen versehen. Das Fachwerk ist freigelegt. Eine frühere zugehörige Scheune wurde abgerissen. Das Gebäude steht als wichtiges Zeugnis des Wiederaufbaus nach dem Dreißigjährigen Krieg unter Denkmalschutz.
2018 wurde das Haus Nr. 1 umfassend saniert und in ein Café umgebaut. Dieses wurde im Dezember 2018 eröffnet und trägt den Namen „Herr Rose“, der auf die eingedeutschte Namensform des Erbauers, Johannes Rose, verweist.